# Antonio Sebastiano Minturno
Antonio Sebastiano Minturno, latinisiert Antonius Sebastianus Minturnus (* 1500 in Traietto (Minturno); † 1574 in Crotone), war ein italienischer Bischof, Literat und Humanist.

## Leben
Minturno studierte Philosophie bei Agostino Nifo. Er wurde am 27. Januar 1559 zum Bischof von Ugento in Apulien ernannt und nahm in dieser Funktion am Konzil von Trient teil. Am 13. Juli 1565 wurde er Bischof von Crotone in Kalabrien.
Er ist bekannt als Verfasser einer in italienischer Sprache verfassten Poetik (L’arte poetica, 1564), eine äußerst vollständige Diskussion bisheriger Dichtungs- und Dramentheorien, ein Werk, das stark von Aristoteles und Horaz beeinflusst ist, obwohl Minturno auch selbst etwas zu sagen hat.

## Werke
- De poeta 1559 (Nachdruck 1970 bei W. Fink, München)
- L’arte poetica 1564 (Nachdruck 1971 bei W. Fink, München)